# Промисловість врятує Грузію
«Промисловість врятує Грузію» (груз. მრეწველობა გადაარჩენს საქართველოს) — консервативна правоцентристська політична партія Грузії, створена 1999 року. Входить до коаліції «Сила в єдності».

## Історія
Заснована 1999 року Ґоґі Топадзе, грузинським підприємцем та власником великої компанії з виробництва пива та безалкогольних напоїв «Казбеґі», яка має своє виробництво в Україні.
1999 року партія взяла участь у парламентських виборах, де набрала 7.5 % голосів виборців та здобула 15 місць у парламенті Грузії, ставши третьою за кількістю депутатів. Хоча представники партії не входили до уряду, але вона співпрацювала з тодішнім панівним «Союзом громадян Грузії» (CUG) президента Едуарда Шеварднадзе та не була в жорсткій опозиції.
На парламентських виборах у Грузії 2004 року «Промисловість врятує Грузію» з партією «Нові праві» створила коаліцію «Права опозиція». Унаслідок виборів коаліція набрала 7,74 % голосів виборців, отримавши 15 депутатських мандатів у парламенті Грузії.
11 квітня 2012 року, перед парламентськими виборами 2012 року партія увійшла до коаліції «Грузинська мрія» Бідзіни Іванішвілі. Ця коаліція складалася з шести партій: «Грузинська мрія — Демократична Грузія», «Промисловість врятує Грузію», «Консервативна партія Грузії», «Республіканська партія Грузії», «Наша Грузія — Вільні демократи», «Національний форум». Коаліція була ідеологічно різноплановою, частина партій позиціонували себе як проринкові та прозахідні ліберальні, а інша — як радикально націоналістичні з елементами ксенофобської риторики. За підсумками виборів «Промисловість врятує Грузію» отримала 6 депутатських мандатів у парламенті Грузії. У новоствореному кабінеті Бідзіни Іванішвілі не було представників партії «Промисловість врятує Грузію», але вона підтримувала цей уряд.
Напередодні парламентських виборів 2016 року партія залишила панівну коаліцію «Грузинська мрія», але співпраця між партією та провладною коаліцією продовжилась. Під час парламентських виборів 2016 року партія «Промисловість врятує Грузію» виграла єдиний мажоритарний виборчий округ, де не було представника від «Грузинської мрії».
15 липня 2018 року, напередодні Президентських виборів в Грузії 2018 року партія увійшла до коаліції «Сила в єдності». На президентських виборах в Грузії 2018 року висунула свого кандидата Отара Меунарґія, а у другому турі підтримала Ґріґола Вашадзе.
Партія ставить за мету змінити економічну політику країни, виступає за ведення переговорів із Росією, проти втручання Міжнародного валютного фонду в справи Грузії, критикує інтеграцію Грузії в НАТО, виправдовує дії Росії в Сирії.